# ملفين دوورك
ملفين دوورك (بالإنجليزية: Melvin Dwork)‏ هو مصمم ديكور ‏ أمريكي، ولد في 9 فبراير 1922 في كانساس سيتي في الولايات المتحدة، وتوفي في 14 يونيو 2016 في نيويورك في الولايات المتحدة.